# Coptocycla
Coptocycla es un género de escarabajos  de la familia Chrysomelidae. En 1837 Chevrolat describió el género. Contiene las siguientes especies:
- Coptocycla adamantina (Germar, 1824)
- Coptocycla arcuata (Swederus, 1787)
- Coptocycla contemta (Boheman, 1855)
- Coptocycla robusta (Spaeth, 1936)
- Coptocycla undecim-punctata (Fabricius, 1781)